# Гравитационное поле Земли
Гравитацио́нное по́ле Земли́ — поле силы тяжести, обусловленное тяготением Земли и центробежной силой, вызванной её суточным вращением. Характеризуется пространственным распределением силы тяжести и гравитационного потенциала.
Для решения практических задач потенциал земного притяжения (без учёта центробежной силы и влияния других небесных тел) выражается в виде ряда
{\displaystyle V(r,\phi ,\lambda )={\frac {GM}{r}}\left[1+\sum _{n=1}^{\infty }\left({\frac {a}{r}}\right)^{n}\sum _{m=0}^{n}P_{nm}\sin \phi \left(C_{nm}\cos m\lambda +S_{nm}\sin m\lambda \right)\right],} где
{\displaystyle r,\phi ,\lambda } — полярные координаты, {\displaystyle G} — гравитационная постоянная, {\displaystyle M} — масса Земли, {\displaystyle GM} = 398 603⋅109 м3·с−2, {\displaystyle a} — большая полуось Земли.

## Ускорение свободного падения
В неинерциальных системах отсчёта ускорение свободного падения численно равно силе тяжести, воздействующей на объект единичной массы.
Ускорение свободного падения на поверхности Земли g (обычно произносится как «же») варьируется от 9,780 м/с² на экваторе до 9,832 м/с² на полюсах. Стандартное («нормальное») значение, принятое при построении систем единиц, составляет g = 9,80665 м/с². Стандартное значение g было определено как «среднее» в каком-то смысле на всей Земле, оно примерно равно ускорению свободного падения на широте 45,5° на уровне моря. В приблизительных расчётах его обычно принимают равным 9,81; 9,8 или 10 м/с².
В СМИ и научно-популярной литературе g нередко используется как внесистемная единица силы тяжести, применяемая, например, для оценки величины перегрузок при тренировках лётчиков и космонавтов, а также силы тяготения на других небесных телах (см. раздел Сравнение силы тяготения на Земле с другими небесными телами).

### Получение значенияgиз закона всемирного тяготения
Согласно закону всемирного тяготения, сила земной гравитации, действующая на тело, определяется формулой
{\displaystyle F=G{\frac {mM_{\text{З}}}{r^{2}}}=\left(G{\frac {M_{\text{З}}}{r^{2}}}\right)m},
где r — расстояние между центром Земли и телом (см. ниже), MЗ — масса Земли и m — масса тела.
Кроме того, согласно второму закону Ньютона, F = ma, где m — масса и a — ускорение,
{\displaystyle F=mg.}
Из сопоставления двух формул видно, что
{\displaystyle g=G{\frac {M_{\text{З}}}{r^{2}}}.}
Таким образом, чтобы найти получить значение ускорения силы тяжести g на уровне моря, необходимо в формулу подставить значения гравитационной постоянной G, массы Земли (в килограммах) MЗ и радиуса Земли (в метрах) RЗ :
{\displaystyle g=G{\frac {M_{\text{З}}}{r^{2}}}\approx \left(6{,}67384\cdot 10^{-11}{\text{м}}^{3}{\text{с}}^{-2}{\text{кг}}^{-1}\right){\frac {5{,}9722\cdot 10^{24}\,{\text{кг}}}{\left(6{,}371\cdot 10^{6}\,{\text{м}}\right)^{2}}}\approx 9{,}8196\,{\text{м с}}^{-2}.}
Эта формула правомерна для сферического тела при допущении, что вся его масса сосредоточена в его центре. Это позволяет использовать величину радиуса Земли для r.
Существуют значительные неопределенности значений RЗ и MЗ, а также значения гравитационной постоянной G, которую трудно точно измерить.
Если G, g и RЗ известны, то решение обратной задачи позволит получить величину массы Земли.

## Гравитационные аномалии
Гравитационные аномалии применительно к геофизике — отклонения величины гравитационного поля от расчётной, вычисленной на основе той или иной математической модели. Гравитационный потенциал земной поверхности, или геоида, обычно описывается на основании математических теорий с использованием гармонических функций. Эти отклонения могут быть вызваны различными факторами, в том числе:
- Земля не является однородной, её плотность различна на разных участках;
- Земля не является идеальной сферой, и в формуле используется среднее значение величины её радиуса;
- Расчётное значение g учитывает только силу тяжести и не учитывает центробежную силу, возникающую за счёт вращения Земли;
- При подъёме тела над поверхностью Земли значение g уменьшается («высотная поправка» (см. ниже), аномалия Бугера);
- На Землю воздействуют гравитационные поля других космических тел, в частности, приливные силы Солнца и Луны.

### Высотная поправка
Первая поправка для стандартных математических моделей, так называемая высотная  аномалия, позволяет учесть изменение величины g в зависимости от высоты над уровнем моря. Используем значения массы и радиуса Земли:
{\displaystyle R_{\text{З}}=6{,}371\cdot 10^{6}\,{\text{м}},}
{\displaystyle M_{\text{З}}=5{,}9722\cdot 10^{24}\,{\text{кг}}.}
Поправочный коэффициент (Δg) может быть получен из соотношения между ускорением силы тяжести g и гравитационной постоянной G:
{\displaystyle g_{0}=G\,M_{\text{З}}/R_{\text{З}}^{2}=9{,}8196\,{\text{м}}/{\text{с}}^{2}}, где
{\displaystyle G=6{,}67384\cdot 10^{-11}\,{\text{м}}^{3}/({\text{кг}}\cdot {\text{с}}^{2}).}
На высоте h над поверхностью Земли gh рассчитывается по формуле
{\displaystyle g_{h}=G\,M_{\text{З}}/\left(R_{\text{З}}+h\right)^{2}.}
В соответствии с ней, высотная поправка для высоты h может быть выражена следующим образом:
{\displaystyle \Delta g_{h}=\left[G\,M_{\text{З}}/\left(R_{\text{З}}+h\right)^{2}\right]-\left[G\,M_{\text{З}}/R_{\text{З}}^{2}\right].}
Упрощая и пренебрегая величинами второго и более высоких порядков по малой величине h / RЗ, получаем хорошее приближение:
{\displaystyle \Delta g_{h}\approx -\,{\dfrac {G\,M_{\text{З}}}{R_{\text{З}}^{2}}}\cdot {\dfrac {2\,h}{R_{\text{З}}}}.}
Используя приведённые выше численные значения и высоту h, получим:
{\displaystyle \Delta g_{h}\approx -3{,}083\cdot 10^{-6}\,{\text{м}}{\text{с}}^{-2}\cdot {\frac {h}{\text{1 м}}}.}
Учитывая географическую широту местности и высотную поправку, получаем:
{\displaystyle g_{\varphi ,h}\approx 9{,}780\,327\,{\text{м}}{\text{с}}^{-2}\cdot \left[\left(1+0{,}0053024\sin ^{2}\varphi -0{,}0000058\sin ^{2}2\varphi \right)-3{,}155\cdot 10^{-7}\cdot {\frac {h}{\text{1 м}}}\right],}
где {\displaystyle \ g_{\varphi ,h}} — ускорение свободного падения на широте {\displaystyle \ \varphi } и высоте h.

## Сравнение силы тяготения на Земле с другими небесными телами
В таблице приведены значения величин ускорения свободного падения на поверхности Земли, Солнца, Луны, планет Солнечной системы, ряда спутников и астероидов. Для планет-гигантов под «поверхностью» понимается видимая поверхность, а для Солнца — верхняя граница фотосферы. Данные в таблице не учитывают эффекта центробежной силы от вращения планет и фактически означают значения искомых величин вблизи полюсов планет. Справочно указано время падения объекта на данное небесное тело со 100-метровой высоты и максимальная скорость, достигаемая при этом (сопротивление воздуха не учтено).
| Небесное тело | Сила тяжести по сравнению с земной | Ускорение свободного падения на поверхности, м/с2 | Примечания   | Время падения со 100-метровой высоты/ Достигаемая при этом скорость | Время падения со 100-метровой высоты/ Достигаемая при этом скорость |
| ------------- | ---------------------------------- | ------------------------------------------------- | ------------ | ------------------------------------------------------------------- | ------------------------------------------------------------------- |
| Солнце        | 27,90                              | 274,1                                             |              | 0,85 сек                                                            | 843 км/ч                                                            |
| Меркурий      | 0,3770                             | 3,7                                               |              | 7,4 сек                                                             | 98 км/ч                                                             |
| Венера        | 0,905                              | 8,872                                             |              | 4,8 сек                                                             | 152 км/ч                                                            |
| Земля         | 1                                  | 9,80665                                           | [ 8 ]        | 4,5 сек                                                             | 159 км/ч                                                            |
| Луна          | 0,1657                             | 1,625                                             |              | 11,1 сек                                                            | 65 км/ч                                                             |
| Марс          | 0,3795                             | 3,728                                             |              | 7,3 сек                                                             | 98 км/ч                                                             |
| Церера        | 0,028                              | 0,27                                              |              | 26,7 сек                                                            | 27 км/ч                                                             |
| Юпитер        | 2,640                              | 25,93                                             |              | 2,8 сек                                                             | 259 км/ч                                                            |
| Ио            | 0,182                              | 1,789                                             |              | 10,6 сек                                                            | 68 км/ч                                                             |
| Европа        | 0,134                              | 1,314                                             |              | 12,3 сек                                                            | 58 км/ч                                                             |
| Ганимед       | 0,145                              | 1.426                                             |              | 11,8 сек                                                            | 61 км/ч                                                             |
| Каллисто      | 0,126                              | 1,24                                              |              | 12,7 сек                                                            | 57 км/ч                                                             |
| Сатурн        | 1,139                              | 11,19                                             |              | 4,2 сек                                                             | 170 км/ч                                                            |
| Титан         | 0,138                              | 1,352                                             |              | 12,2 сек                                                            | 59 км/ч                                                             |
| Уран          | 0,917                              | 9,01                                              |              | 4,7 сек                                                             | 153 км/ч                                                            |
| Титания       | 0,039                              | 0,379                                             |              | 23,0 сек                                                            | 31 км/ч                                                             |
| Оберон        | 0,035                              | 0,347                                             |              | 24,0 сек                                                            | 30 км/ч                                                             |
| Нептун        | 1,148                              | 11,28                                             |              | 4,2 сек                                                             | 171 км/ч                                                            |
| Тритон        | 0,079                              | 0,779                                             |              | 16,0 сек                                                            | 45 км/ч                                                             |
| Плутон        | 0,063                              | 0,62                                              |              | 18,1 сек                                                            | 40 км/ч                                                             |
| Эрида         | 0,0814                             | 0,8                                               | (приблизит.) | 15,8 сек                                                            | 46 км/ч                                                             |